# Woba Dresden

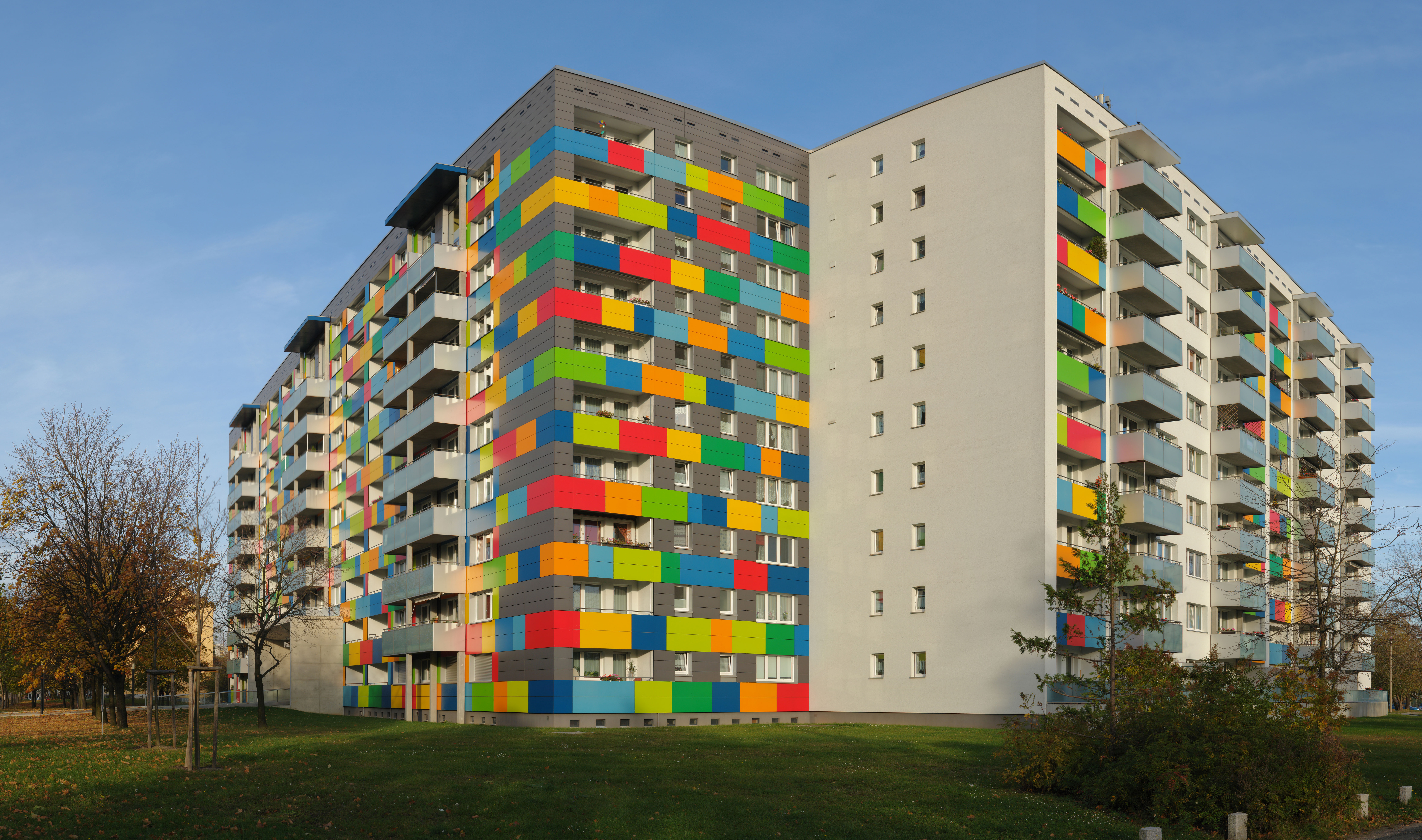
Die „Strassburg“ in Dresden

Die WOBA Dresden GmbH war eine Immobiliengesellschaft in Dresden.
Ende 2005 verwaltete das Unternehmen etwa 48.000 eigene Wohnungen und rund 1.320 eigene Gewerbeeinheiten. Mit seinen 475 Mitarbeitern und 17 Auszubildenden erwirtschaftete es einen Umsatzerlös von etwa 184 Millionen Euro. Jährlich überwies die WOBA an den 100-prozentigen Anteilseigner, die Stadt Dresden, etwa 9 Millionen Euro, in der Regel das Betriebsergebnis nach Abzug von Kosten und Steuern. Heute befindet es sich mehrheitlich im Besitz der GAGFAH S.A., durch Weiterverkauf übergegangen an die Vonovia.

## Geschichte
Die WOBA Dresden GmbH entstand in mehreren Schritten aus der Kommunalen Wohnungsverwaltung (KWV) der Stadt Dresden. 
1990 gingen die damals rund 168.000 Wohnungen der KWV in den Besitz der Stadt Dresden über. Nach der Maßgabe des Einigungsvertrages hatte die Stadt zwar den kommunalen Wohnungsbestand zurückerhalten, musste jedoch für Kredite geradestehen, die durch die Alt-BRD leichtfertig an Bankenkonsortien mit den Gesetzen zur Wirtschafts- und Währungsunion am 1. Juli 1990 veräußert wurden. Die Stadt bildete daraus – anders als in anderen Städten – zwei Unternehmen: Die „Wohnbau Nordwest GmbH“ und die „Südost WOBA Dresden GmbH“. Entsprechend ihrem Namen erhielten die Unternehmen territorial bezogen jeweils etwa die Hälfte des kommunalen Wohnungsbestandes. Offiziell begründete dies die Stadt, dass das Unternehmen bei einer reinen Betriebsumwandlung sonst zu groß sei.
Nicht nur bedingt durch das Altschuldenhilfegesetz, sondern auch, um liquide Mittel als Eigenanteile für die notwendige Sanierung zu gewinnen, veräußerten beide Gesellschaften jeweils etwa 2/3 ihres Wohnungsbestandes im Zeitraum 1990–2004 (insgesamt ca. 120.000 Wohnungen), vorwiegend an private Kapitalanleger.
Aufgrund des geschrumpften Bestandes wurden beide Gesellschaften durch die Stadt Dresden, forciert durch OB Ingolf Roßberg, 2004 zur „WOBA Dresden GmbH“ in Form einer Dachgesellschaft zusammengelegt. Die verbliebenen Gesellschaften wurden zu reinen Besitzgesellschaften.

### Verkauf an Fortress und Entschuldung der Stadt
Am 9. März 2006 beschloss der Dresdner Stadtrat den Verkauf aller Anteile der „WOBA Dresden GmbH“ an die amerikanische Investmentgesellschaft Fortress Investment Group, nachdem im Verkaufsprozess sich die Bieter im Vorfeld zu einer umfassenden „Sozial-Charta“ nicht nur bekennen, sondern dafür auch empfindliche Pönale bei deren Verletzung zu zahlen bereit waren – was auch notariell verankert wurde. Das Abstimmungsergebnis über das Gesamtpaket, einschließlich der „Sozial-Charta“ lautete schließlich an diesem Tag: 40 Stimmen dafür, 29 Stimmen dagegen, 1 Enthaltung (also 70 Stimmen bei insgesamt 71 Stimmberechtigten).
Dieser Verkauf wurde am 31. März 2006 durch das zuständige Regierungspräsidium Dresden genehmigt, unter anderem deshalb, weil sich die Stadt im Rahmen dieser „Sozialcharta“ Einwirkungsrechte sicherte. Fortress zahlte reichlich 1,7 Milliarden Euro für den Erwerb, erheblich mehr als der damalige Buchwert des Wohnungsbestandes. Nach Ablösung unternehmensinterner Verbindlichkeiten verblieb ein Reingewinn von über 960 Millionen Euro, der sich durch zwischenzeitliche Zinsen auf insgesamt 987 Millionen Euro erhöht hatte und sich durch die vorgenommenen Beratungsleistungen im Rahmen des Verkaufsprozesses verminderten. Durch diesen Verkauf wurde Dresden zur ersten schuldenfreien Großstadt Deutschlands, weil die eingenommenen 987 Millionen Euro ausschließlich zur Tilgung der 741,4 Millionen Euro Schulden des kommunalen Haushaltes verwendet wurden.

### Weitere Entwicklung seit 2006
Die Woba Dresden war seitdem ein Tochterunternehmen der GAGFAH S.A., die seit Oktober 2006 börsennotiert war. Seit Januar 2008 trat die Woba ausschließlich unter dem Namen ihres Mutterkonzerns GAGFAH S.A. auf, wurde jedoch intern als eigenständige Gesellschaft weitergeführt.
Die Stadt Dresden beschloss Ende März 2011, Klage wegen Aushebelung der „Sozial-Charta“ bezüglich der 2006 von der stadteigenen Wohnungsbaugesellschaft erworbenen Immobilien zu erheben. Im März 2012 einigten sich die GAGFAH und die Stadt Dresden auf einen Vergleich, der der GAGFAH weitreichende Verpflichtungen auferlegt. Im Gegenzug wurden sämtliche Verfahren fallengelassen. Der Dresdner Stadtrat stimmte der Vergleichsvereinbarung zu.

### Weiterverkauf
Laut einem Pressebericht vom 3. Mai 2012 wollte sich das Immobilienunternehmen Gagfah von rund 38.000 Wohnungen trennen. Die Einheiten gehörten ihrer Tochter Woba Dresden und stünden mit knapp 1,8 Milliarden Euro in den Büchern, berichtete die „Financial Times Deutschland“. Mit dem Verkauf, der ein Drittel des Wohnungsportfolios der im MDax notierten Firma repräsentiere, sei die Investmentbank Leonardo & Co. beauftragt worden, hieß es in dem Bericht weiter. Dieser Verkauf scheiterte.
Die GAGFAH wiederum fusionierte mit der Deutsche Annington zur Vonovia, auf diese Weise wurde die „Wohnbau Nordwest GmbH“ deren 100%ige Tochter.

### Fortbestand des Namens
Aus formalrechtlichen Gründen und daraus resultierenden steuerrechtlichen Vorteilen existiert das Unternehmen, wie auch dessen Vorgängergesellschaften, formal als „Hülse“ weiterhin.